# Стефания Георгиева
Стефания Георгиева е куклена и озвучаваща актриса.

## Биография
Родена е на 11 декември 1986 г.
През 2007 г. завършва Национално училище по изкуствата „Добри Христов“ в град Варна, а след това завършва НАТФИЗ „Кръстю Сарафов“ със специалност „Актьорско майсторство за куклен театър“ през 2011 г.
Играла е в различни постановки за кукления театър. Хореограф е на спектакъла „Кукери“ в Драматично-кукления театър „Васил Друмев“ в град Шумен.

## Роли в озвучаването
Георгиева се занимава с озвучаване на филми и сериали от 2012 г.
| Актьор      | Филми/Сериали | Роля |
| ----------- | --- | ---- |
| Дейзи Ридли | Междузвездни войни: Епизод VII - Силата се пробужда (дублаж на Александра Аудио) Междузвездни войни: Епизод VIII - Последните джедаи Междузвездни войни: Епизод IX - Възходът на Скайуокър | Рей  |

Анимационни сериали
- „Иги Арбъкъл“ (дублаж на bTV)

Игрални сериали (войсоувър дублаж)
- „Куантико“ (първи сезон), 2016
- „Шеметен бяг“ (дублаж на TV7), 2012

Игрални сериали (нахсинхронен дублаж)
- „Кейси под прикритие“ – Кейси Купър, 2015-2018

Анимационни филми
- „ПараНорман“ (дублаж на Александра Аудио), 2012
- „Ралф разбива интернета“ – Мерида, 2018
- „Сами вкъщи 2“ – Други гласове, 2019
- „Супергероините на DC“ – Батгърл, 2022
- „Храбро сърце“ – Мерида, 2012

Игрални филми
- „Аладин“ – Принцеса Жасмин, 2019

## Личен живот
Георгиева е омъжена за Иван-Александър Иванов. Нейна свекърва е актрисата Светлана Смолева, а неин девер е актьорът Севар Иванов.
През 2020 г. на Стефания и Иван-Александър им се ражда син, който кръщават Рони.